# The Collector's Series, Volume One
Albums de Céline Dion
All The Way... A Decade of Song
(1999) A New Day Has Come
(2002)
The Collector's Series, Volume One est la onzième compilation de Céline Dion, sortie le 20 octobre 2000. L'album est renommé Tout en amour en France. Il est constitué de titres provenant des albums Unison (1990), Dion chante Plamondon (1991), Celine Dion (1992), The Colour of My Love (1993), D'eux (1995), Falling into You (1996), Let's Talk About Love (1997), These Are Special Times (1998), All The Way... A Decade of Song (1999) ainsi que de rares chansons.

## Historique
L'album comprend The Power of the Dream que la chanteuse a interprété lors de la cérémonie d'ouverture des Jeux olympiques d'été de 1996, les duos avec Barbra Streisand et Andrea Bocelli. Spécialement pensé pour le marché américain, The Collector's Series, Volume One rassemble des chansons en langue non anglaise rarement entendues, surtout par les américains. En effet, une partie des titres de cette compilation a été gravée sur des éditions régionales. Il comprend également des ballades qui ne sont pas sur la compilation précédente All The Way... A Decade of Song : Where Does My Heart Beat Now, Only One Road, Falling into You, Tell Him et The Reason.
Tout en amour sort en France également en édition limitée, comprenant douze cartes postales en couleurs avec des photos inédites de Céline Dion. L'album est réédité en octobre 2004 dans quelques pays européens, dans le cadre de la série Best of the Best Gold. Le disque au pressage doré est logé dans un étui partiellement transparent qui dévoile le disque d'or. Il propose les mêmes pistes que sur l'édition d'origine.

## Ventes
Bien que The Collector's Series, Volume One n'ait été promu en aucune façon, l'album se vend à plus de 3 millions d'exemplaires à travers le monde, atteint la tête du classement en France, le Top 10 au Canada, en Grèce et au Portugal.
Il est certifié disque d'or dans de nombreux pays en Europe et en Amérique du Nord.

## Liste des titres
| 1.    | The Power of the Dream                                                            | Linda Thompson, David Foster, Kenneth Edmonds         | 4:31 |
| 2.    | Where Does My Heart Beat Now                                                      | Robert White Johnson, Taylor Rhodes                   | 4:33 |
| 3.    | Us                                                                                | Billy Pace                                            | 5:46 |
| 4.    | The Reason                                                                        | Carole King, Mark Hudson, Greg Wells                  | 5:01 |
| 5.    | Seduces Me                                                                        | Dan Hill, John Sheard                                 | 3:46 |
| 6.    | With This Tear                                                                    | Prince                                                | 4:12 |
| 7.    | Falling into You                                                                  | Billy Steinberg, Rick Nowels, Marie-Claire D'Ubaldo   | 4:18 |
| 8.    | Pour que tu m'aimes encore                                                        | Jean-Jacques Goldman                                  | 4:14 |
| 9.    | Un garçon pas comme les autres (Ziggy)                                            | Luc Plamondon, Michel Berger                          | 2:59 |
| 10.   | Be the Man (On This Night) (version japonaise)                                    | Foster, Reiko Yukawa                                  | 4:39 |
| 11.   | Tell Him (duo avec Barbra Streisand)                                              | Thompson, Walter Afanasieff, Foster                   | 4:52 |
| 12.   | The Prayer (duo avec Andrea Bocelli)                                              | Carole Bayer Sager, Foster, Alberto Testa, Tony Renis | 4:30 |
| 13.   | All by Myself (Sola Otra Vez) (version espagnole)                                 | Eric Carmen, Sergueï Rachmaninov, Manny Benito        | 5:12 |
| 14.   | Amar Haciendo El Amor                                                             | Billy Mann, Denise Rich, Benito                       | 4:11 |
| 15.   | Only One Road                                                                     | Peter Zizzo                                           | 4:48 |
| 16.   | That's the Way It Is                                                              | Kristian Lundin, Max Martin, Andreas Carlsson         | 4:01 |
| 17.   | When I Fall in Love (Duo avec Clive Griffin, titre bonus sur l'édition japonaise) | Edward Heyman, Victor Young                           | 4:20 |
| 71:47 |                                                                                   |                                                       |      |

## Distribution
| Pays       | Date            | Label    | Format | Catalogue                                   |
| ---------- | --------------- | -------- | ------ | ------------------------------------------- |
| Australie  | 20 octobre 2000 | Epic     | CD     | 5007282                                     |
| Europe     | 23 octobre 2000 | Columbia | CD     | COL 500995 2 + COL 500995 9 (tout en amour) |
| États-Unis | 24 octobre 2000 | Epic     | CD     | 85148                                       |
| Canada     | 24 octobre 2000 | Columbia | CD     | 85148                                       |
| Japon      | 25 octobre 2000 | Epic     | CD     | ESCA 8237                                   |
| Allemagne  | 18 octobre 2004 | Columbia | CD     | 5009956                                     |

## Classements
| Pays             | Meilleure position | Certification | Vente   |
| ---------------- | ------------------ | ------------- | ------- |
| Allemagne        | 28                 | or            | 150 000 |
| Australie        | 51                 | or            | 35 000  |
| Autriche         | 16                 |               |         |
| Belgique (Nl)    | 33                 |               |         |
| Belgique (Fr)    | 34                 |               |         |
| Canada           | 4                  |               |         |
| États-Unis       | 28                 | or            | 914 000 |
| Finlande         | 39                 |               |         |
| France           | 1                  | Or            |         |
| Grèce            | 5                  |               |         |
| Hongrie          | 30                 | Or            |         |
| Irlande          | 29                 |               |         |
| Italie           | 35                 |               |         |
| Japon            | 13                 | Or            |         |
| Nouvelle-Zélande | 27                 | Or            |         |
| Pays-Bas         | 15                 | Or            | 40 000  |
| Portugal         | 7                  |               |         |
| Royaume-Uni      | 30                 | argent        | 60 000  |
| Suisse           | 12                 | Or            |         |
| Europe           | 27                 |               |         |